# Mercadera (heroína)
Mercadera de Perelada (Perelada, Alto Ampurdán, 1245-1300) fue una heroína, bordadora y horticultora catalana.
Después de la conquista de Sicilia por parte de Pedro III de Aragón, que intervino en defensa de los derechos de su esposa Constanza II de Sicilia, el papa lo excomulgó y predicó una cruzada contra él, mientras otorgaba el Reino de Sicilia a Carlos de Valois, hermano del rey de Francia. Entonces se produjo la invasión francesa del Ampurdán y del Rosellón. En aquel contexto encontramos la actuación de dos mujeres de Perelada las cuales son consideradas heroínas. Seguramente a lo largo de la historia ha habido otras mujeres que, en situaciones de guerra y de riesgo, han actuado con coraje, pero ellas han llegado a las crónicas escritas por la pluma de Ramón Muntaner, nacido en Perelada y testimonio de los hechos de 1285.
Una de ellas es Mercadera. Según Muntaner, Mercadera era una mujer muy sabia, corpulenta y alta que tenía un taller de mercería en la villa de Perelada; era pues una profesional que elaboraba cintas, velos y otros materiales complementarios para la costura y el ornamento de los vestidos. Pero como todas las mujeres de los pueblos pertenecientes a las clases populares, además de trabajar con sus manos, cultivaba un huerto situado fuera de la muralla, que proporcionaba una parte importante de la alimentación cotidiana de la familia.
Perelada se encontraba asediada, o sea que Mercadera no podía salir del recinto amurallado para ir a su huerto para cultivar la verdura para poder comer sin temor a encontrarse con los soldados franceses, hubiera sido muy peligroso que una mujer saliera a campo abierto cuando los soldados merodeaban por los alrededores. Así que decidió ir a cultivar su huerto vestida de hombre, y en apariencia de hombre armado. Muntaner afirma que era una mujer corpulenta, que con la lanza, en escudo en la mano y la espada en la cintura, imponía como un guerrero; ir al huerto guarnecida de aquella manera era sin duda menos peligroso. Mientras cultivaba su huerto sintió ruido de cascos, era un soldado francés que con su caballo de batalla había caído al riego por donde circulaba el agua entre huerto y huerto y que servía para regarlos, tarea que sin duda también llevaban a cabo las mujeres que cultivaban los huertos. Entonces se acercó al francés y le atravesó el muslo con su lanza, dejándolo clavado en su montura; después, desenvainando su espada, le gritó: "Caballero muerto sois si no os rendís". Es decir, que lo desafió siguiendo el código de caballería, de forma que el caballero se rindió y ella lo condujo a Perelada; antes, pero, tuvo cuidado de sacarle la lanza que le había clavado. El rey, que se encontraba en Perelada, le hizo explicar la anécdota varias veces, cosa que, según Muntaner, era un hecho extraordinario. El botín de guerra, es decir, el caballo y las armas del vencido le fueron donadas y una vez pagado el rescate del prisionero, éste también fue para ella.